# Lusanga
Lusanga è una circoscrizione mista (mixed ward) della Tanzania situata nel distretto di Muheza, regione di Tanga. Conta una popolazione di 7 739 abitanti (censimento 2012).